# Vincent Lévêque
 (septembre 2016).
Si vous disposez d'ouvrages ou d'articles de référence ou si vous connaissez des sites web de qualité traitant du thème abordé ici, merci de compléter l'article en donnant les références utiles à sa vérifiabilité et en les liant à la section « Notes et références ».
Vincent Lévêque est un illustrateur jeunesse, de presse et auteur de bande dessinée français, né le 21 avril 1974 à Toulon, résidant à Lille.

## Biographie
Vincent Lévêque a commencé à dessiner en autodidacte. Étudiant en histoire à Poitiers, il a participé, souvent comme rédacteur en chef, à de nombreux magazines universitaires qu'il illustrait, prenant ainsi contact avec d'autres dessinateurs locaux, et se faisant la main. Il a lancé le fanzine Fracasse, puis a participé au fanzine SKERMU.
Il tient un site internet à jour dès 2002, mais ce n'est qu'en 2006 qu'il crée son blog pour faire connaître son travail, présentant des notes plus ou moins autobiographiques et des dessins oniriques. De 2001 à 2010, il dessine chaque semaine un dessin d'actualité pour les journaux locaux La Concorde et Le Nouvelliste. Il a participé à divers magazines jeunesse dont Tchô !, J'apprends à lire ou Mon premier journal de Mickey, et depuis 2020, il dessine pour Fluide glacial.  
Son travail publicitaire l'a amené à créer plusieurs mascottes, dont celle de la partie illustrée des expositions du musée de Rauranum à Rom, de la ville d'Arras et la compagnie aérienne Luxair.
Vincent Lévêque est le petit-fils de l'écrivain et poète Jacques Vaucherot.

## Publications

### Albums
- 2008 : Hector (Le Textuaire)
- 2010 : Ma Life (Éditions Paquet)
- 2021 : Bretonneries, tome 1  (scénario de monsieur le chien) (Fluide Glacial)

### Albums collectifs
- 2008 : Revue Stupre, première revue érotique littéraire et graphique
- 2008 : Café salé artbook 01 (Ankama Éditions )
- 2008 : Café salé artbook 02 (Ankama Éditions )
- 2009 : Café salé artbook 03 (Ankama Éditions )
- 2009 : Café salé artbook 04 (Ankama Éditions )
- 2010 : Café salé artbook 05 (Ankama Éditions )